# Atta mexicana
Atta mexicana är en myrart som först beskrevs av Smith 1858.  Atta mexicana ingår i släktet Atta och familjen myror. Inga underarter finns listade.

## Bildgalleri

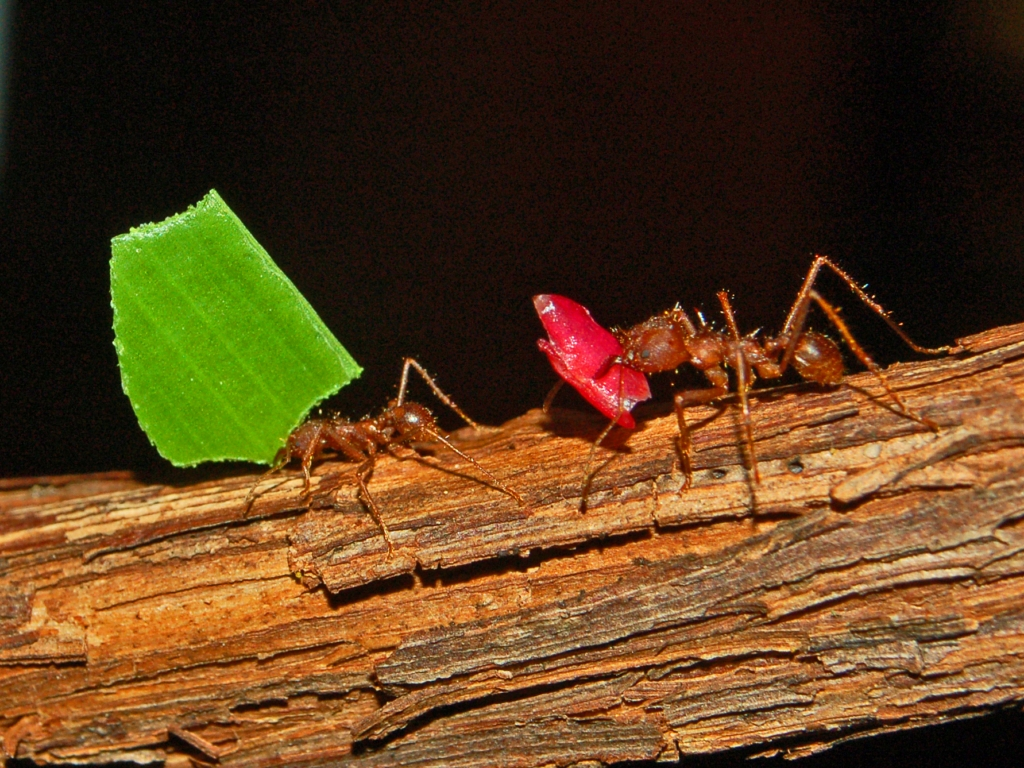
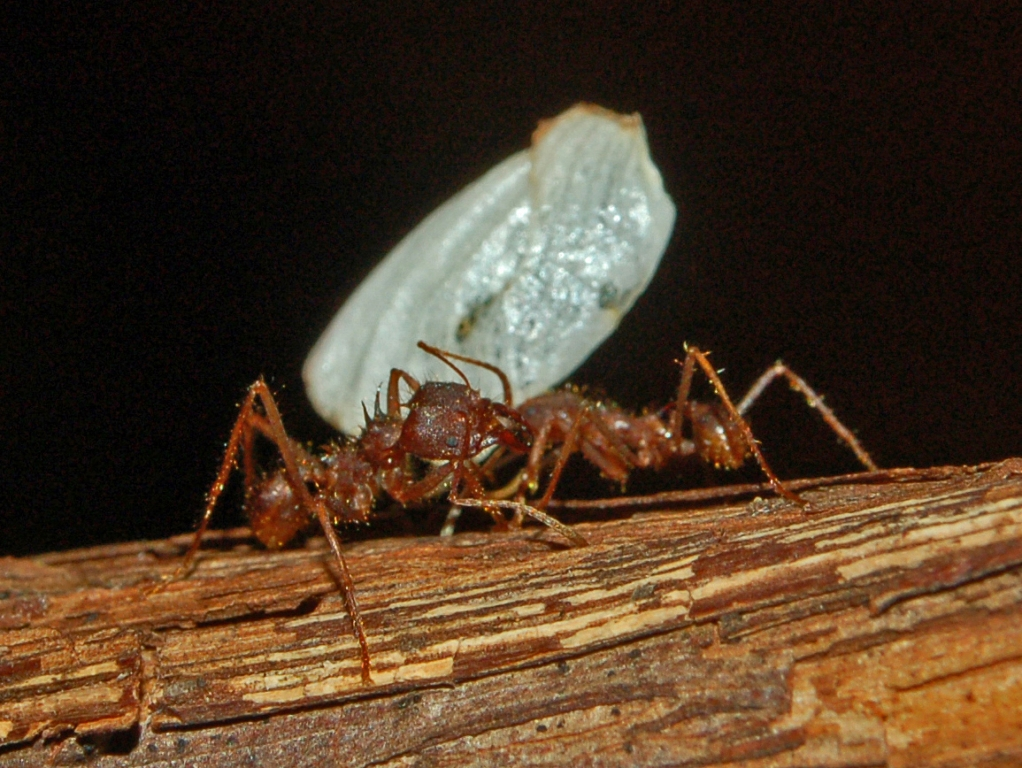
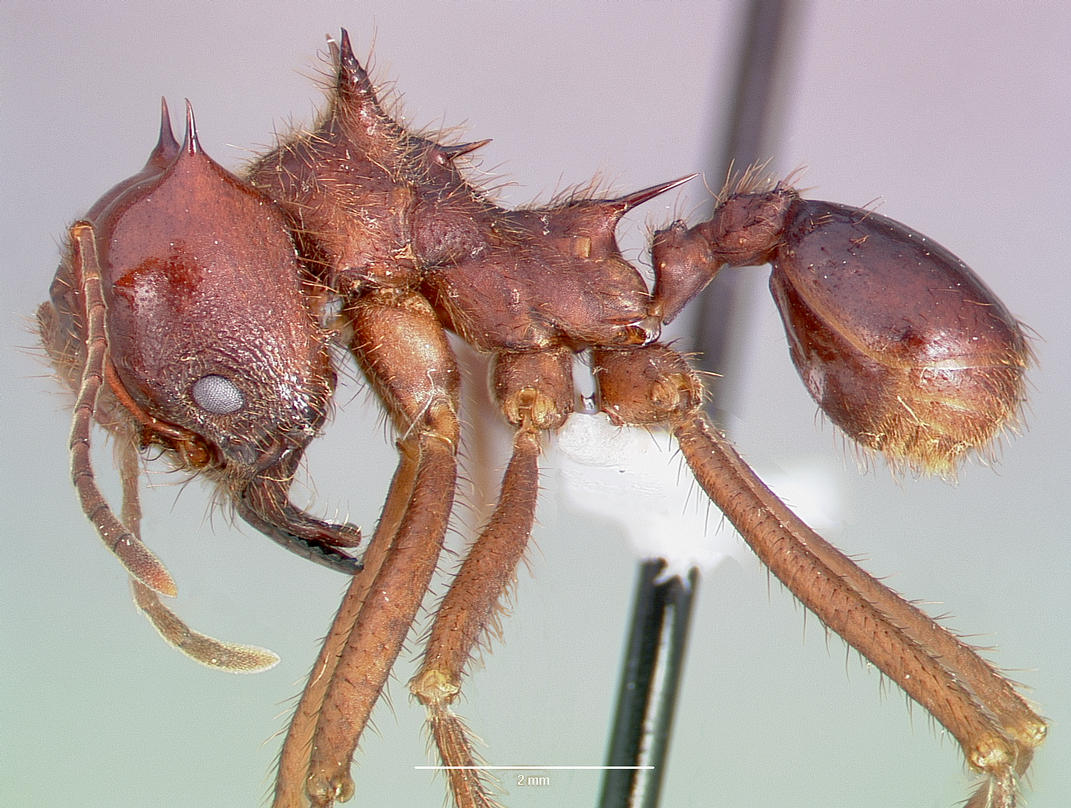
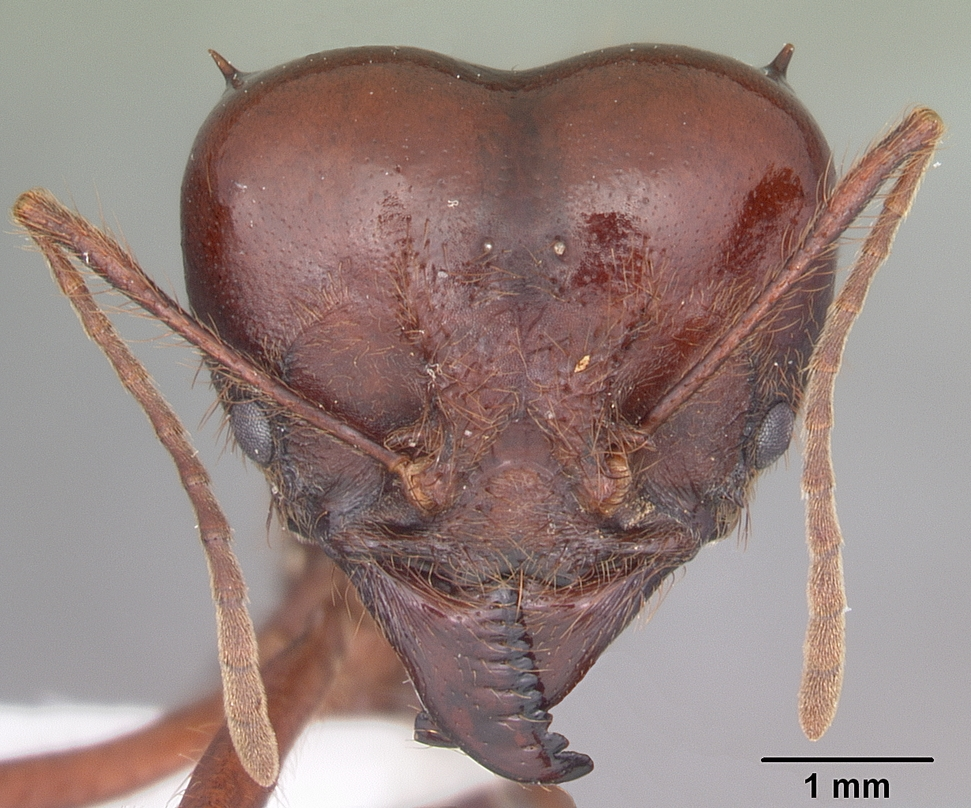
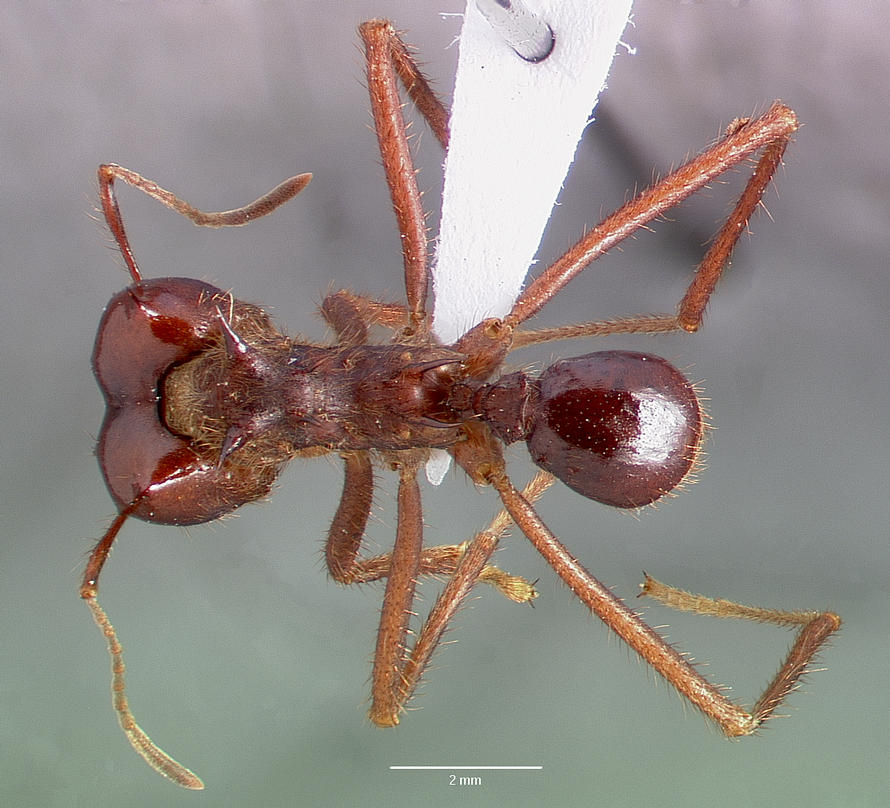